# Adolf Arbogast
Adolf Arbogast (* unbekannt, in Neuweiler, Kreis Zabern; † 28. Juli 1531 – vermutlich in Hanau, auch: Adolph Arbogast) war der erste Geistliche, der in Hanau mit reformatorischem Ansatz wirkte und damit die Reformation in der Stadt und der Grafschaft Hanau-Münzenberg vorbereitete.

## Ausbildung
Er studierte seit 1511 an der Universität Heidelberg und war dort 1514 Magister der Theologie. 1523 wurde er von Graf Philipp II. von Hanau-Münzenberg auf Empfehlung der Heidelberger Universität als Pfarrer nach Hanau berufen. Als Präbende empfing er den St.-Nikolaus-Altar der Kirche „Unserer Lieben Frauen“ im Kinzdorf vor den Toren der Stadt Hanau.

## Reformatorischer Impuls
Bei Amtsantritt erklärte er, dass er mit den täglichen Messen und Vespern möglichst wenig zu tun haben wolle, verstand sich also selbst mehr als gelehrter Theologe und Prediger. Das alarmierte seinen kirchlichen Vorgesetzten, den Erzbischof von Mainz, Albrecht von Brandenburg, der sich schon 1524 beim Hanauer Grafen beschwerte und Arbogast verdächtigte, der „lutherischen Sekte“ anzugehören. Graf Philipp II. verteidigte Arbogast gegen seinen Bischof. Arbogast nenne Martin Luther in seinen Predigten nie, halte sich darin an das Evangelium und lehre, wie „man die Guten Werke aus rechtem Grund tun solle“. Da es neben Adolf Arbogast in den Hanauer Kirchen noch eine Reihe weiterer Pfarrer gab, kamen auch der Altardienst und das Messelesen dort nicht zu kurz.

## Wertung
Adolf Arbogast war kein Reformator, sondern entzog sich persönlich einer Reihe von Handlungen, die durch die Reformation kritisiert, aber von einem römisch-katholischen Priester damals erwartet wurden. Auch sah er – ähnlich den Theologen der Reformation – vornehmlich das Evangelium als Grundlage seiner Tätigkeit, nicht Tradition oder Kirchenrecht. Anders als die Reformatoren zog er daraus aber nur Konsequenzen für sein persönliches Handeln als Pfarrer, ohne zu versuchen, diese Haltung in seinem noch römisch-katholisch geprägten Umfeld durchzusetzen.